# توکانمای کوهستانی
توکانمای کوهستانی (نام علمی: Illadopsis pyrrhoptera) نام یک گونه از سرده توکانماها است.